# Bioregionalismus
Als Bioregionalismus wird ein sozioökonomisches Modell bezeichnet, das eine Regionalisierung in sogenannten Bioregionen anstrebt. Diese Bioregionen werden durch physische Eigenschaften wie zum Beispiel Wasserscheiden, Gebirge oder Wüsten und anthropogene, kulturelle Merkmale definiert.

## Begriffsgeschichte
Zunächst war Bioregionalismus als Schlagwort für Umwelt- und Friedensaktivisten in Nordamerika von Bedeutung. Später fand der Bioregionalismus Anhänger in Großbritannien (wie etwa den Herausgeber der Zeitschrift »The Ecologist« und Träger des Alternativen Nobelpreises Edward Goldsmith) und ab 1995 im deutschen Sprachraum, unter anderem durch die Österreicher Roman Schweidlenka und Eduard Gugenberger.
Der Begriff entstand in den frühen 1970er Jahren in den Vereinigten Staaten und hat seinen Ursprung in den Arbeiten von Alan van Newkirk, der den Begriff erstmals 1974 verwendete, sowie von Peter Berg und Raymond Dasmann. Er war ursprünglich stark von der anarchistischen Tradition San Franciscos beeinflusst und findet sich bis heute im Selbstverständnis Kaskadiens wieder.
Alan van Newkirk verstand unter einer Bioregion einen ökologischen Lebensraum, in dem „alles Leben, also Menschen, Pflanzen und Tiere eine das Überleben sichernde Gemeinschaft bilden“. Bioregionen sind geographische Gebiete, die in Bezug auf natürliche und anthropogener Merkmale eine gewisse Einheit beziehungsweise Untereinheit bilden. An natürlichen Merkmalen sind insbesondere Landschaftsform, Boden, Klima, Pflanzen- und Tierwelt, hydrologischen Eigenschaften wie Wassereinzugsgebiete zu nennen. Aufgrund fließender Übergänge und der Vielzahl natürlicher Parameter werden weitere Merkmale wie soziale Systeme, Religionen, Traditionen, lokale Kulturen oder die Existenz indigener Völker hinzugezogen.
Als Vorreiter des Bioregionalismus werden zum Teil die Diggers angesehen, die zur Zeit Cromwells Mitte des 17. Jahrhunderts in England versuchten, die bestehende gesellschaftliche Ordnung zu reformieren und die Besitzstände einzuebnen. Sie strebten eine agrarische Lebensweise an, die mit der Gründung kleiner, ländlicher Gemeinschaften einherging.
Das FabCity-Netzwerk beruft sich konzeptionell auf den Bioregionalismus.

## Einordnung
Daniel Karsch ordnet den Bioregionalismus als Deglobalisierungbewegung ein. Die Menschen innerhalb einer Bioregion sollen nachhaltig und bevorzugt mit heimischen, insbesondere nachwachsenden Rohstoffen arbeiten und wirtschaften. Von besonderer Bedeutung sind dabei lokale Handels- und Vertriebsstrukturen sowie politisch dezentrale Strukturen, ebenso die ökologische Landwirtschaft und die saisongerechte Vermarktung der landwirtschaftlichen Erzeugnisse in lokalen Geschäften.
Im Jahr 2002 veröffentlichen Bernd Hamm und Barbara Rasche von der Universität Trier eine Studie mit dem Titel Bioregionalismus. Ein Überblick. Darin unterscheiden die Autoren drei Strömungen innerhalb des Bioregionalismus: rechts stehen die Ökofaschisten, links die Ökoanarchisten und unpolitisch geben sich die Öko-Esoteriker. Obgleich es sich nach der Meinung von Hamm/Rasche bei den Begriffen ‚Ökofaschisten‘ und ‚Ökoanarchisten‘ um „polemische Kampfbegriffe“ handeln soll, verwenden die Autoren die Begriffe wegen ihrer häufigen Verwendung in der Literatur, setzen diese aber in Anführungszeichen. Gemeinsam ist nach Hamm/Rasche allen drei Richtungen die „Ablehnung der gegenwärtigen Modernisierung, der Globalisierung, des Staates und der Konsumorientierung“.
In der Studie heißt es:
Ökoanarchisten
verweisen darauf, dass die Ökologie kleinräumige Zusammenhänge zu bevorzugen scheint, denen sich die Menschen anpassen sollen; daran werden sie durch die Bevormundung des Staates und der kapitalistischen Wirtschaft und deren großräumigere Strukturen gehindert. Von denen gilt es sich zu emanzipieren und selbständige, selbstbestimmte Gemeinschaften zu schaffen, die mit anderen ebensolchen Gemeinschaften im Ausgleich stehen.
Öko-Esoteriker
unterstellen der Ökologie eine Art göttlicher oder mythischer Kraft, in die sie sich meditierend versenken, um sich selbst, die Schöpfung und die Wahrheit im Einklang zu erleben.
Ökofaschisten
tendieren dazu, einem vulgären Evolutionismus zu huldigen und die eigene Gruppe als genetisch besser zu betrachten als andere. Sie schließen sich in ihrer Region nach innen zusammen und andere aus. Sie wollen in den Bioregionen vor allem selbst überleben, während die Erde zugrunde geht. (…) Grundpfeiler ist der Biologismus, der als Bestandteil reaktionärer Gesellschaftsentwürfe auch soziale Unterschiede erklärbar macht und die herrschenden Machtverhältnisse als „durch die Natur(gesetze) bedingt“ festschreibt.
Für den Soziologen Ralf Dahrendorf tendiert der Bioregionalismus zum Rückfall in den Patriotismus. Jutta Ditfurth sieht eine von rechten Gruppen ausgehende schleichende Okkupation linker Strukturen.

## Rezeption durch die Neue Rechte
Seit Mitte der 1990er Jahre greifen Publikationen, die der Neuen Rechten angehören, das Thema Bioregionalismus verstärkt auf.
In der neurechten Definition ist laut Ditfurth das Ziel eines bioregionalistischen Konzepts die Rückgewinnung der nationalen Identitäten der Völker.
In Deutschland nahmen sich vor allem die »Unabhängigen Ökologen Deutschlands (UÖD)«, die überparteiliche, rechtsextreme Abspaltung der ÖDP, laut Oliver Geden damals die „in Quantität und Qualität bedeutendste der braun-grünen Organisationen“, des Themas an. Statt den deutschen Nationalstaat stellen die UÖD die deutschen Regionen in den Mittelpunkt, die in ihrer Vielfalt wiederum die deutsche Kulturnation bilden sollen. Im Februar 1997 führten UÖDs auf der Burg Ludwigstein ihr Bundestreffen unter dem Motto „Das zarte Grün der Heimat. Gedanken zum Bioregionalismus“ durch.
Im Mai 1996 gründete das UÖD-Mitglied Leif-Thorsten Kramps den »Arbeitskreis Bioregionalismus Sauerland«. Das vorrangige Ziel des von Kramps geleiteten »Arbeitskreises Bioregionalismus Sauerland« bestand darin, den Bioregionalismus im deutschsprachigen Raum bekannt zu machen. Dazu diente die Vorbereitung und Durchführung von Gesprächskreisen, Vortragsveranstaltungen und Seminaren ebenso wie die Herausgabe der bioregionalistischen Zeitschrift »Die Stachelbeere«. Im Herbst 2003 stellte der »Arbeitskreis Bioregionalismus Sauerland« nach eigenen Angaben seine Tätigkeit ein.